# Měcholupy (Předslav)
Měcholupy jsou vesnice, část obce Předslav v okrese Klatovy v Plzeňském kraji. Nachází se asi 1,5 kilometru východně od Předslavi. Měcholupy leží v katastrálním území Měcholupy u Předslavi o rozloze 3,45 km².

## Historie
První písemná zmínka o vesnici pochází z roku 1245.

## Obyvatelstvo
| Rok            | 1869 | 1880 | 1890 | 1900 | 1910 | 1921 | 1930 | 1950 | 1961 | 1970 | 1980 | 1991 | 2001 | 2011 | 2021 |
| -------------- | ---- | ---- | ---- | ---- | ---- | ---- | ---- | ---- | ---- | ---- | ---- | ---- | ---- | ---- | ---- |
| Počet obyvatel | 315  | 317  | 291  | 320  | 304  | 302  | 235  | 171  | 186  | 157  | 217  | 163  | 143  | 141  | 155  |
| Počet domů     | 43   | 46   | 46   | 46   | 44   | 44   | 44   | 49   | 46   | 45   | 48   | 51   | 51   | 54   | 58   |

## Obecní správa
Při sčítání lidu v letech 1850–1975 Měcholupy byly samostatnou obcí v okrese Klatovy. Od 1. července 1975 jsou částí obce Předslav v okrese Klatovy. V letech 1850–1909 k obci patřil Makov.

## Pamětihodnosti
- Kaple svaté Apoleny
- Sýpka nad rybníkem
- Tvrz (tzv. starý zámek Měcholupy)

## Galerie

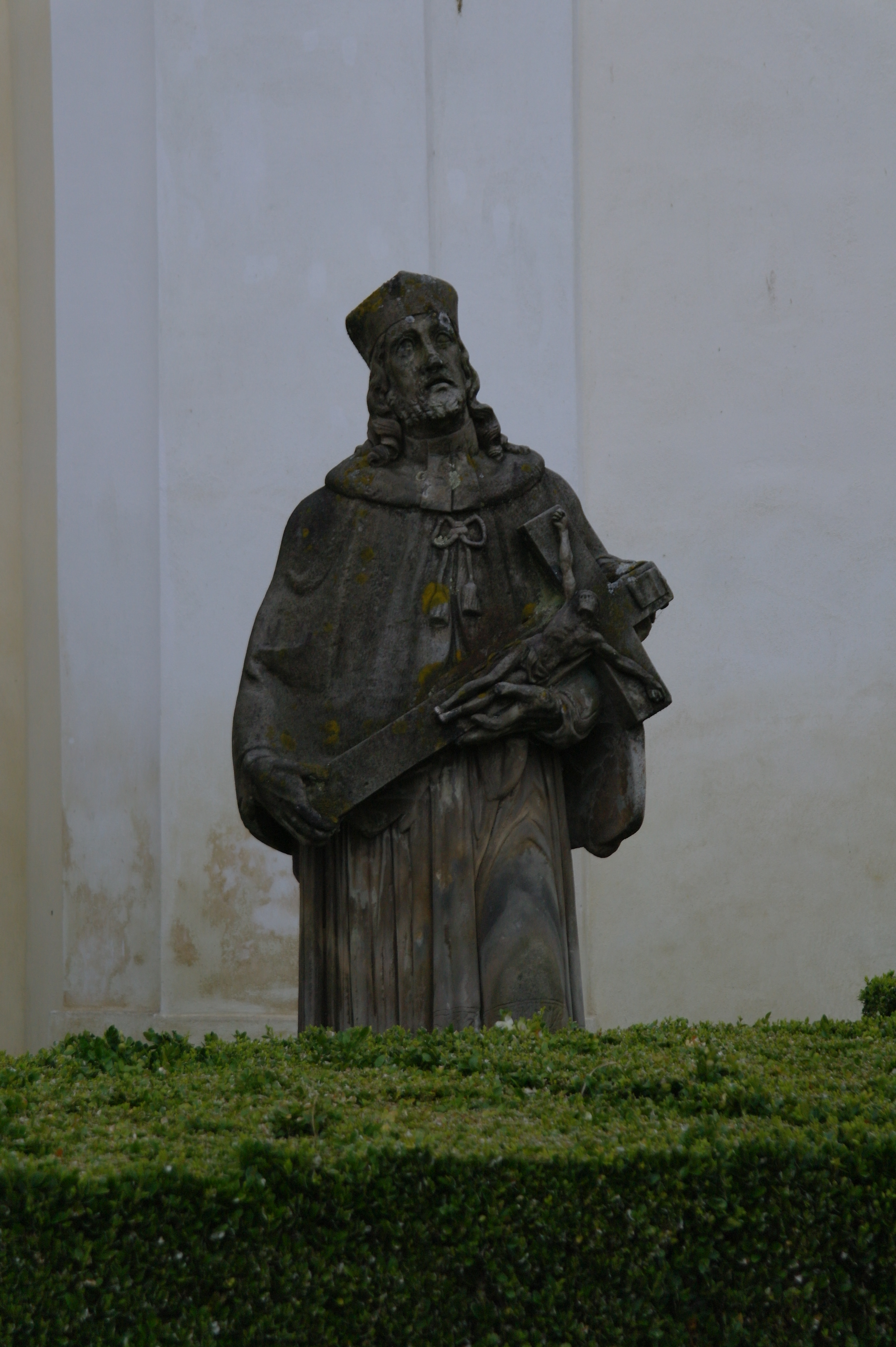
Socha na Kapli svaté Apoleny
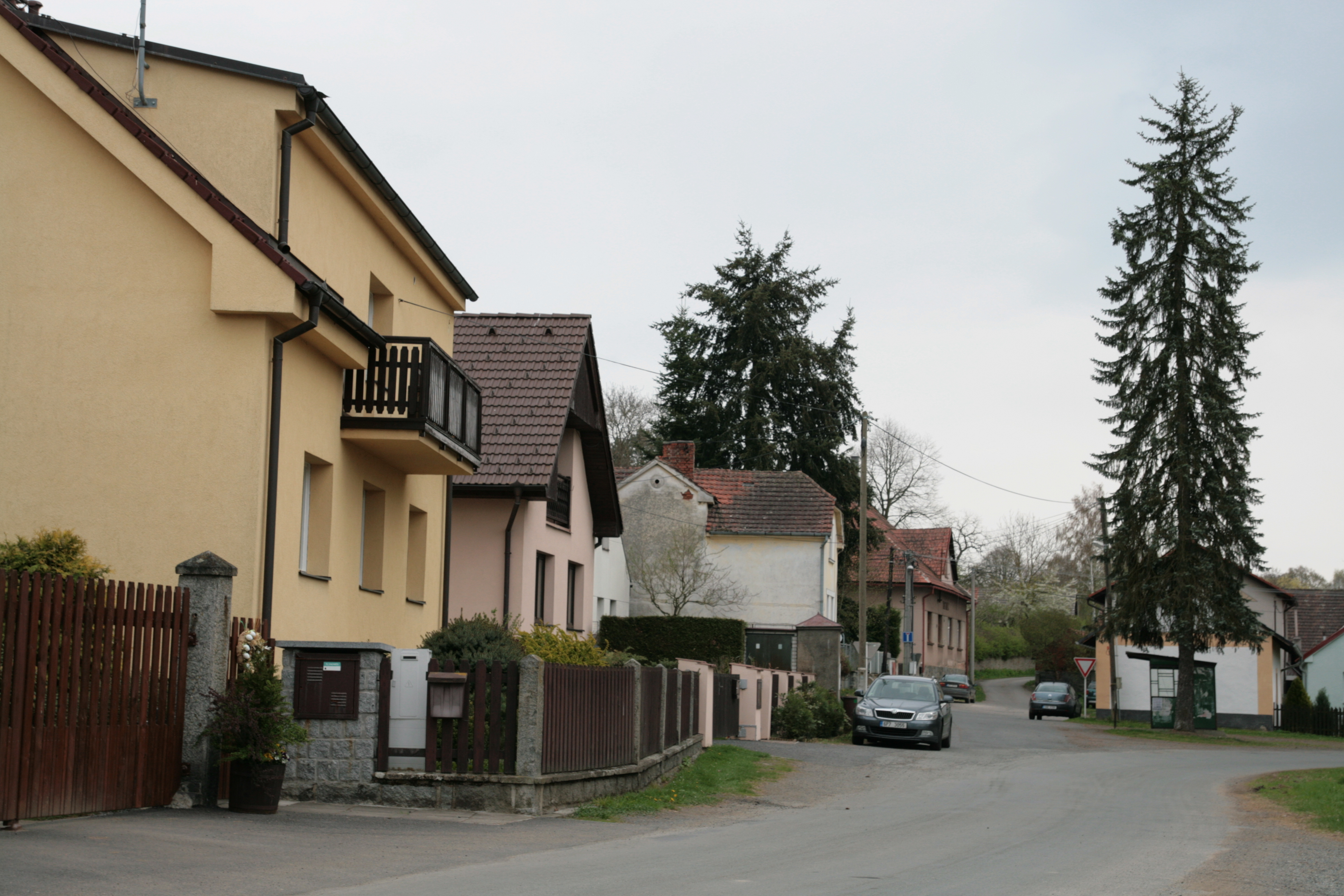
Náves
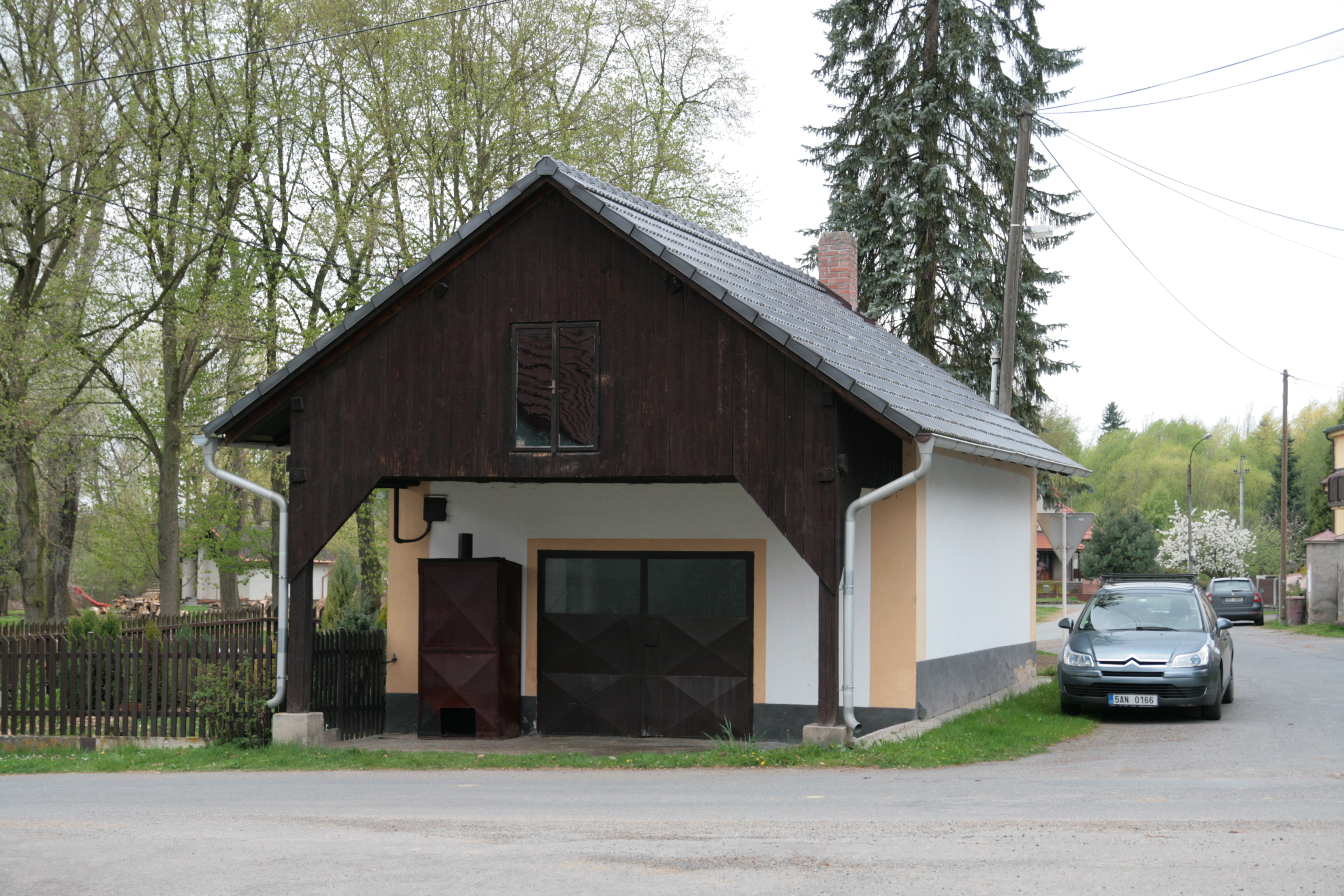
Zbrojnice